# ومنز أوف ريسلينغ
ويمنز أوف ريسلينغ بالعربية نساء المصارعة ويختصر إلي دبليو أوه دبليو WOW!، وهو يعد أتحاد مصارعة محترفة للسيدات تأسس في عام 2000 من قبل ديفيد ماكلين، مؤسس أتحاد " غلورياس ليديز أوف ريسلينغ" جي أل أوه دبليو. الذي يقع مقره في لوس أنجلوس، كاليفورنيا، وكلا الشركتين مملوكة لمالكلين ورئيسة نادي لوس أنجلوس ليكرز جيني بوس. أطلق الاتحاد سلسلة من البرامج المجمعة في المواسم التلفزيونية في الفترة بين عام 2000-2001 في 102 سوقًا تلفزيونيًا  باستخدام مصارعات ذات أسماء حلبة تليق بسلسلة كتب هزلية، مثل جانجيل جرّل Jungle Grrrl، وهو فريق كايجد هيت Caged Heat ونجمة هوليوود تسمى لانا ستار وذا بيرشان برينسيس وغيرهن من المصارعات.
عروض دبليو أوه دبليو تميزت عن كافة برامج المصارعة الأخرى من خلال تقديم للمشاهدين ولجمهور المصارعة الذي يشاهد عروضهم المدفوعة مجموعة من المصارعات الإناث الذين لعبوا الأشرار والبطلات في مختلف الأوزان والجنسيات. من خلال كونها المصدر الترفيهي الوحيد من نوعه، استحوذت دبليو أوه دبليو على متابعة ديموغرافية قوية للبالغين مع جمهورها الأساسي، حيث جذبت جمهور التلفزيون الذكور (18-49 سنة من العمر) وحصل على تقييمات أعلى بنسبة 25 ٪ من جمهوره الثانوي من النساء الشابات (18-24) والمراهقين والمراهقين (7-12).
بعد توقف طويل، في ديسمبر 2014، شركت دبليو أوه دبليو ! أعلنت إطلاقها من جديد عبر وسائل الإعلام الرقمية في عام 2015. تم تسويق العروض بأسم دبليو أوه دبليو سوبر هيروز بالإنجليزية "WOW Superheroes"، وتمكن شخصياتها النسائية من جميع الخلفيات والمهن المختلفة. وتم عرض الموسم الثاني من العرض لأول مرة في 1 مارس 2016 على قناة الاتحاد علي موقع YouTube. وتم عرض الموسم الرابع لأول مرة في 28 فبراير 2017. في 20 أبريل 2017، أعلنت شركة مترو جولدن ماير التابعة للعملاق تايم وارنر ميديا أن مارك بورنيت، رئيس شركة MGM ومجموعة التلفزيون والرقمي وجيني بوس مالكة الاتحاد قد شكلوا شراكة لتطوير محتوى جديد عبر مجموعة من البرمجة غير المكتوبة والتنسيقات الرقمية لـشركة دبليو أوه دبليو WOW! .
بدءًا من الموسم الخامس، تم الإعلان عن بث عروض دبليو أوه دبليو على شبكة تلفزيون AXS. وقعت الشركتان صفقة في يونيو 2018 لبرنامج أسبوعي،  يسمى دبليو أوه دبليو: نساء المصارعة WOW: Women of Wrestling، وبدأ الاتحاد في تسجيل الموسم الخامس في 10 أكتوبر 2018 علي مسرح بيلاسكو في لوس أنجلوس،  ومن المقرر إطلاقه في أوائل عام 2019. ظهرت عروض دبليو أوه دبليو لأول مرة في 18 يناير كجزء من جدول AXS في فقرة Friday Night Fights الذي يتضمن أيضًا عروض New Japan Pro Wrestling وAXS TV Fights . وهذا يمثل عودة أتحاد دبليو أوه دبليو الأولى للتلفزيون الشبكي منذ عام 2001 بعد توقف دام طويلاً.

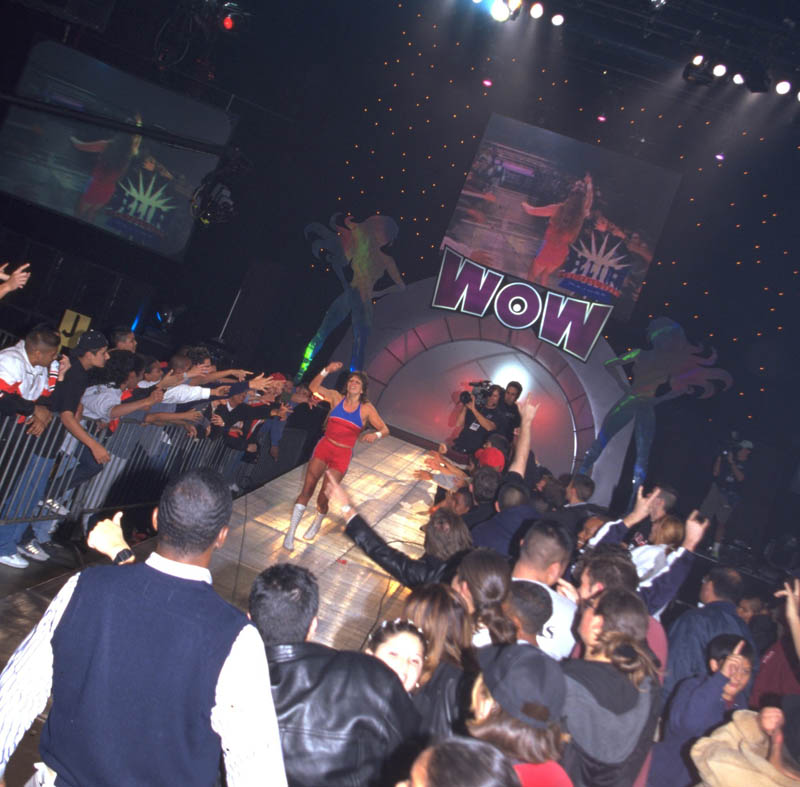
دخول سيلينا ماجورز في أحدي عروض دبليو أوه دبليو !

## تاريخ الشركة

### التشغيلة الأولي (منذ 2000 حتي 2001)
تم بث برامج دبليو أوه دبليو WOW للمرة الأولى علي الأطلاق، غالبًا في وقت متأخر من الليل وتم عرضها مع برامج الترفيه الرياضي الأخرى. وأصبحت عروض الاتحاد بسرعة من أعلى عروض المصارعة المصنفة في أسواق نيويورك ولوس أنجلوس وأثبتت قدرتها بغض النظر عن المنطقة أو حجم السوق أو الفترة الزمنية لزيادة جمهور كل محطات التلفزيون. [بحاجة لمصدر] حيث بث الاتحاد حوالي أربع وعشرين حلقة أسبوعية مدتة كل واحدة ساعة، وقام بتظيم عرض مشاهدة مقابل الدفع تحت أسم، دبليو أوه دبليو أن لايشيد. بمقرها الرئيسي في لوس أنجلوس، عقد أتحاد دبليو اوه دبليو WOW أحداثه الحية التي تم تسجيلها للبث من قاعة جريت ويستيرن فوروم في إنجلوود، كاليفورنيا. حيث كانت نسبة حضور أول عرض مباشر في المنظمة أكثر من 400 شخص، ولكن زاد جمهورها إلى أكثر من 5000 متفرج خلال فترة ستة أحداث فقط، وبلغ موقع الويب ذروته في شهر واحد مع أكثر بقليل من 10 ملايين زائر. [بحاجة لمصدر]
كان معظم مصارعات الاتحاد مبتدئات في المجال، لذلك تم اختيارهن من فتيات لهن خلفية في مجال عروض الأزياء والتمثيل والرقص والدوبلير والفنون القتالية. مثل سيلينا ماجورز (التي تصارع باسم بامبي) وثوج (التي تصارع باسم بيجي لي لايثار) حيث كانتا مدربتا الشركة. وظهرت جيني بوس مالكة الاتحاد بانتظام في العروض، على الرغم من أنها ليست كمصارعة أنما كأدارية أو مُنظمة.

### الخمول (منذ 2001 حتي 2012)
نظرًا لضعف سوق الإعلانات المتدهور باستمرار خلال هذا الوقت، لم تتمكن الشركة من الاستفادة من زخمها وتوقف الإنتاج بعد إكمال 24 حلقة وحدث مدفوع مباشر واحد. توقف الاتحاد عن إنتاج العروض التلفزيونية بحلول خريف 2001 وهذا يرجع لسيطرة فينس مكمان علي شركات المصارعة الكبري مثل إي سي دبليو ودبليو سي دبليو فبالتالي تم إخماد المنافسة على الرغم من أن البث المباشر في الولايات المتحدة بعد عام 2001، استمر في الوجود من خلال صفقات التوزيع في عدة دول مثل إسرائيل وروسيا والهند وكندا وجنوب أفريقيا وكينيا والشرق الأوسط وتركيا وماليزيا وجمهورية الدومينيكان.
حاول مالك الاتحاد ديفيد ماكلين إعادة إطلاق العروض مرة أخرى عدة مرات على مدى العقد المنصرم، دون نجاح. شملت إحدى المحاولات في عام 2002 شراكة مع المغني الرئيسي لفرقة كيس جين سيمونس. واعتبارًا من شهر يوليو 2011، أفاد موقع دبليو أوه دبليو WOW أن عروض الاتحاد الأصلية بدأت في البث على قناة إيه بي سي KTNV في لاس فيغاس. واستمر توزيع السلسلة دوليًا. في عام 2013، قامت شركة كورس لايت Coors Light برعاية معظم الأحداث الحية في لاس فيغاس في كازينو وفندق Eastside Cannery، حيث تم تسجيل عروض جديدة.

### إعادة التشغيل (منذ 2012 إلى الوقت الحاضر)
في الـ29 مايو 2012، أعلن مالكي الاتحاد جين بوس وديفيد ماكلين عن عزمهما على إنتاج مجموعة حلقات جديدة من عروض الاتحاد. وفي يوم الأحد الموافق الـ9 من ديسمبر 2012، الساعة 11 صباحًا علي محطة سي دبليو لاس فيجاس KVCW تم الإعلان ان عروض دبليو أوه دبليو ! عادت إلى البث التلفزيوني  وقبل «دبليو أوه دبليو ! جولة الفوضى 2013». دبليو أوه دبليو! قامت باطلاق جولة في لاس فيغاس، نيفادا، مع أول حدث مباشر لها في 19 يناير 2013 وهذا بعد توقف حوالي 12 عام عن العروض المباشرة بعد الحدث الأول أن لايشيد.
ظهر في العروض الجديدة لاتحاد بعض مصارعي WOW الأصليين مثل لانا ستار Lana Star وجايد Jade ودلتا لوتا باين Delta Lotta Pain ولوكا Loca وثوج Thug وجانجل جرّل Jungle Grrrl وسيلينا ماجوزSelina Majors مع العديد المواهب الجديدة التي تم اختبارها لـ WOW في الأشهر التي سبقت 9 ديسمبر، 2012. ويشار إلى مصارعات دبليو أوه دبليو الآن باسم «البطلات الخارقات». البطلات الخارقات الجدد من دبليو أوه دبليو هن شخصيات معروفة مثل فروست Frost وفاير Fire وستيفي سلايس Stephy Slays وكيتا راش Keta Rush ولا نينّا La Niña ونجمة مكسيكية تدعى أزوكار Azucar. حيث تعمل مصارعة الاتحاد الأصلية سيلينا ماجورز كمدربة رسمية لمواهب WOW الجديدات. أنضمت إلى القائمة المصارعات المستقلات مثل سانتانا جاريت وأمبر أونيل وغيرهن بالإضافة إلي بعض المصارعات من شركات مثل رينغ أوف أونر أو توتال نون ستوب أكشن.
في 18 يونيو 2018، أعلنت هوليوود ريبورتر أن عروض أتحاد دبليو أوه دبليو ستبث أسبوعيًا على شبكة تلفزيون AXS بدءًا من أوائل عام 2019. عادت عروض الاتحاد إلى البث الشبكي لأول مرة منذ عام 2001 في 18 يناير كجزء من فقرة AXS Friday Night Fights.

## قائمة مصارعات الاتحاد
تعرف المصارعات فقي الاتحاد بأسم البطلات الخارقات بالإنجليزية WOW Suberheroes
| أسم المصارعة              | الأسم الحقيقي           | ملاحظات                                   |
| ------------------------- | ----------------------- | ----------------------------------------- |
| أبيلين مافريك             | كالي ويلكرسون           |                                           |
| أدرينالين                 | بريسكيلا زونيجا         | بطلة دبليو أوه دبليو للفرق                |
| أدريانا غامبينو           | غير معروف               |                                           |
| أمبر أونيل                | كيمبرلي داون دافيس      |                                           |
| أنجيليكا دانتي            | غير معروف               |                                           |
| ذا بيست                   | توانا فيرجوسون          | بطلة دبليو أوه دبليو العالمية             |
| كالي راي                  | كريستين يونغ            |                                           |
| كيسي داكوتا               | غير معلوم               |                                           |
| تشينسو                    | غير ملعوم               |                                           |
| تشانتيلي تشيلا            | راشيل كيلفينجتون بوستيك |                                           |
| ذا داجر                   | ميشيل بلانتشارد         |                                           |
| ذا ديسبيناريان            | روبين ريد               |                                           |
| آي كاندي                  | ويلو نايتينجال          |                                           |
| إيكسودوس !إيكسودوس [ 36 ] | غير معروف               |                                           |
| فيث ذا ليونيس             | فايث جيفيريس            |                                           |
| فاير                      | كيرا هوغن               | بطلة دبليو أوه دبليو للفرق                |
| فيوري                     | هارلو أوهارا            |                                           |
| جينيسيس                   | غير معروف               |                                           |
| هافوك                     | جيسيكا كريكس            |                                           |
| هازارد                    | بيث كريست               |                                           |
| هوليديد                   | كاميل ليجون             |                                           |
| جيسي جونز                 | جيسي بيل ماك كوي        |                                           |
| جولين ديكسي               | غير معلوم               |                                           |
| جولين جولينّ               | غير معلوم               |                                           |
| جانجل جرّرل                | إيريكا بورتير           |                                           |
| كيتا راش                  | كيتا ميجّيت              |                                           |
| كلوي هورتز                | كاتيّ فوربس              |                                           |
| ماليا هوساكا              | ماليا هوساكا            |                                           |
| ميزميريا                  | أريليس رودريغز          |                                           |
| نيكي كرامبوس              | غير معلوم               |                                           |
| برينسيس أوسيه             | سيمون شيري              |                                           |
| رازور                     | ساره رودريغز            |                                           |
| رينا رييس                 | جازيل شو                | كانت تعرف في الموسم الخامس بأسم أزتيكا    |
| ساسي ماسي                 | إليشا ماهير             |                                           |
| سيرباينتين                | ميليسا كيرفانتيس        | كانت تعرف في الموسم الخامس بأسم كوبرا مون |
| سيرين ذا فودو دول         | غير معروف               |                                           |
| سبايك                     | غير معلوم               |                                           |
| ستيفي سلايس               | ستيفاني ماسون           |                                           |
| تيال بايبر                | أريال تومبس             |                                           |
| ذا تمتريس                 | كاترينا ليّا واتيرس      |                                           |
| تيسا بلانشيرد             | تيسا بلانشارد           |                                           |

## وصلات خارجية
- ومنز أوف ريسلينغ على موقع IMDb (الإنجليزية)

1. ↑  "Why the Lakers' Jeanie Buss loves Jungle Grrrl and is putting her money into a female wrestling show". Los Angeles Times. 14 سبتمبر 2016. مؤرشف من الأصل في 2019-12-27.
2. ↑  "Partners pin hopes on women wrestlers | Indianapolis Business Journal | Professional Journal archives from". AllBusiness.com. 28 أغسطس 2000. مؤرشف من الأصل في 2020-03-27. اطلع عليه بتاريخ 2012-01-24.[وصلة مكسورة]
3. ↑  Vanes. "Women of Wrestling". Shootangle.com. مؤرشف من الأصل في 2016-03-04. اطلع عليه بتاريخ 2012-01-24.
4. ↑  TV.com. "Women of Wrestling". TV.com. مؤرشف من الأصل في 2011-03-05. اطلع عليه بتاريخ 2012-01-24.
5. ↑  "Archived copy". مؤرشف من الأصل في 2014-12-18. اطلع عليه بتاريخ 2017-01-17.{{استشهاد ويب}}:  صيانة الاستشهاد: الأرشيف كعنوان (link)
6. ↑  "WOW Superheroes". YouTube. مؤرشف من الأصل في 2017-03-30.
7. ↑  Calvario، Liz؛ Calvario، Liz (20 أبريل 2017). "MGM Television Partners With 'Women Of Wrestling' To Create Content For TV And Digital Platforms". مؤرشف من الأصل في 2019-12-27.
8. 1 2 3  "'WOW — Women Of Wrestling' Series Sells to AXS TV (Exclusive)". The Hollywood Reporter. مؤرشف من الأصل في 2018-06-18.
9. 1 2 3  Powell، Jason (19 يناير 2019). "1/18 WOW on AXS review: Tessa Blanchard appears, Santana Garrett vs. Jungle Grrrl for the WOW Championship, The Beast vs. Stephy Slays, Abilene Maverick vs. Fire, Khloe Hurtz vs. Eye Candy". مؤرشف من الأصل في 2019-08-03. اطلع عليه بتاريخ 2019-01-21.
10. ↑  Sapp، Sean Ross (8 يناير 2019). "Exclusive: How WOW And AXS' TV Deal Came Together With Two NBA Owners". مؤرشف من الأصل في 2019-04-18. اطلع عليه بتاريخ 2019-01-21.
11. ↑  "INTERACTIVE WRESTLING RADIO INTERVIEW - Terri Gold". مؤرشف من الأصل في 2013-01-22. اطلع عليه بتاريخ 2016-02-18.
12. ↑  "Women of Wrestling - WOWE - New Website Coming Soon". WOWE. مؤرشف من الأصل في 2020-03-05. اطلع عليه بتاريخ 2012-01-24.
13. ↑  "Jeanie Buss executive producer for women's wrestling reality show". Los Angeles Times. 29 مايو 2012. مؤرشف من الأصل في 2019-12-27.
14. ↑  "Women of Wrestling -- Don't Call It a Comeback!". TMZ. مؤرشف من الأصل في 2019-12-27.
15. ↑  "Women Of Wrestling". Women Of Wrestling. مؤرشف من الأصل في 2020-03-05.
16. ↑  Pritchard، Bill (19 يناير 2019). "AXS TV Announces New Friday Night Fights Lineup Featuring Women Of Wrestling, New Japan Pro-Wrestling". مؤرشف من الأصل في 2019-04-18. اطلع عليه بتاريخ 2019-01-21.
17. ↑  "Abilene Maverick". Women of Wrestling. مؤرشف من الأصل في 2020-03-16.
18. ↑  "*Exclusive* Indy Circuit Spotlight…. Barbi Hayden". EWRESTLINGNEWS. مؤرشف من الأصل في 2019-04-18. اطلع عليه بتاريخ 2016-03-08.
19. ↑  "Adrenaline". Women of Wrestling. مؤرشف من الأصل في 2019-11-27.
20. ↑  "Adriana Gambino". Women of Wrestling. مؤرشف من الأصل في 2019-11-27.
21. ↑  "The Beaverly Hills Babe". Women of Wrestling. مؤرشف من الأصل في 2019-07-24.
22. ↑  "Amber Gallows". The Internet Wrestling Database. مؤرشف من الأصل في 2019-09-27.
23. ↑  "Angelica Dante". Women of Wrestling. مؤرشف من الأصل في 2019-11-27.
24. ↑  "The Beast". Women of Wrestling. مؤرشف من الأصل في 2020-03-20.
25. ↑  "twanabarnettferguson". إنستغرام. مؤرشف من الأصل في 2016-02-02.
26. ↑  "Cali Ray". Women of Wrestling. مؤرشف من الأصل في 2019-11-27.
27. ↑  "Cali Young". The Internet Wrestling Database. مؤرشف من الأصل في 2019-09-15.
28. ↑  "Cowgirl Casey Dakota". Women of Wrestling. مؤرشف من الأصل في 2019-11-27.
29. ↑  "Chainsaw". Women of Wrestling. مؤرشف من الأصل في 2019-11-27.
30. ↑  "Chantilly Chella". Women of Wrestling. مؤرشف من الأصل في 2019-11-27.
31. ↑  "Ray Lyn". The Internet Wrestling Database. مؤرشف من الأصل في 2019-08-21.
32. ↑  "The Dagger". Women of Wrestling. مؤرشف من الأصل في 2019-11-27.
33. ↑  "Michelle Blanchard Dagger guests on Episode 1 Women's Pro Wrestling Weekly". يوتيوب. مؤرشف من الأصل في 2020-03-28.
34. ↑  "The Disciplinarian". Women of Wrestling. مؤرشف من الأصل في 2020-03-28. اطلع عليه بتاريخ أغسطس 2020. {{استشهاد ويب}}: تحقق من التاريخ في: |تاريخ الوصول= (مساعدة)
35. ↑  "Eye Candy". Women of Wrestling. مؤرشف من الأصل في 2019-11-27.
36. 1 2 3  "Exile". Women of Wrestling. مؤرشف من الأصل في 2019-11-27.
37. ↑  "Faith". Women of Wrestling. مؤرشف من الأصل في 2019-09-05.
38. ↑  "Fire". Women of Wrestling. مؤرشف من الأصل في 2019-11-27.
39. ↑  "Fury". Women of Wrestling. مؤرشف من الأصل في 2019-11-27.
40. ↑  "Jessicka Havok". Women of Wrestling. مؤرشف من الأصل في 2020-03-16.
41. ↑  "Jessicka Havok". The Internet Wrestling Database. مؤرشف من الأصل في 2019-09-22.
42. ↑  "Superheroes Speak Interview with The Monsters Of Madness!". Women of Wrestling. مؤرشف من الأصل في 2020-03-28. اطلع عليه بتاريخ 2019-08-11. {{استشهاد ويب}}: |archive-date= / |archive-url= timestamp mismatch (مساعدة)
43. ↑  "Holidead". Women of Wrestling. مؤرشف من الأصل في 2019-11-27.
44. ↑  "Holidead". The Internet Wrestling Database. مؤرشف من الأصل في 2019-09-19.
45. ↑  "Jessie Jones". Women of Wrestling. مؤرشف من الأصل في 2020-03-19.
46. ↑  "Jessie Belle - OWW". مؤرشف من الأصل في 15 سبتمبر 2019. اطلع عليه بتاريخ أغسطس 2020. {{استشهاد ويب}}: تحقق من التاريخ في: |تاريخ الوصول= (مساعدة)
47. 1 2  "The Dixie Darlings". Women of Wrestling. مؤرشف من الأصل في 2019-08-23.
48. ↑  "Jungle Grrr". Women of Wrestling. مؤرشف من الأصل في 2019-11-27.
49. ↑  "Erica Porter". OWW. مؤرشف من الأصل في 11 سبتمبر 2019. اطلع عليه بتاريخ أغسطس 2020. {{استشهاد ويب}}: تحقق من التاريخ في: |تاريخ الوصول= (مساعدة)
50. ↑  "Keta Rush". Women of Wrestling. مؤرشف من الأصل في 2019-11-27.
51. ↑  "KETA RUSH PRO WRESTLER – ACTRESS". Bullied But Not Broken. مؤرشف من الأصل في 2019-01-20.
52. ↑  "Khloe Hurtz". Women of Wrestling. مؤرشف من الأصل في 2019-07-24.
53. ↑  "Katie Forbes". The Internet Wrestling Database. مؤرشف من الأصل في 2019-08-30.
54. ↑  "Mezmeriah". Women of Wrestling. مؤرشف من الأصل في 2019-09-05.
55. ↑  "Nikki Krampus". Women of Wrestling. مؤرشف من الأصل في 2019-11-27.
56. ↑  "Princess Aussie". Women of Wrestling. مؤرشف من الأصل في 2019-11-27.
57. ↑  "Razor". Women of Wrestling. مؤرشف من الأصل في 2019-11-27.
58. ↑  "About Sarah 'The Rebel' Rodriguez". The Official Author Site of Sarah Rodriguez. مؤرشف من الأصل في 2019-04-18.
59. ↑  "Reyna Reyes". Women of Wrestling. مؤرشف من الأصل في 2019-08-24.
60. ↑  "Alisha Edwards Joins WOW Women Of Wrestling". Squared Circle Sirens. مؤرشف من الأصل في 2019-09-20. اطلع عليه بتاريخ 2019-05-15.
61. ↑  "Serpentine". Women of Wrestling. مؤرشف من الأصل في 2020-03-11.
62. ↑  "Thunder Rosa / Kobra Moon". The Internet Wrestling Databas. مؤرشف من الأصل في 2019-09-19.
63. ↑  "Siren". Women of Wrestling. مؤرشف من الأصل في 2019-08-23.
64. ↑  "Spike". Women of Wrestling. مؤرشف من الأصل في 2019-11-27.
65. ↑  "Stephy Slays". Women of Wrestling. مؤرشف من الأصل في 2020-03-19.
66. ↑  "TEAL PIPER SIGNS WITH WOMEN OF WRESTLING". نشرة ريسلينغ أوبزرفر الإعلامية. مؤرشف من الأصل في 2019-09-13. اطلع عليه بتاريخ 2019-08-17.
67. ↑  "The Temptress". Women of Wrestling. مؤرشف من الأصل في 2019-11-27.
68. ↑  "Katie Lea Waters Biography". IMDb. مؤرشف من الأصل في 2009-04-12. اطلع عليه بتاريخ 2009-07-09.
69. ↑  "Tessa Blanchard". Women of Wrestling. مؤرشف من الأصل في 2020-03-24.